# Nersé Ier Nersiani
Nersé Ier Nersiani (en géorgien : ნერსე ნერსიანი) est un noble géorgien du VIIIe siècle.
Nersé Nersiani était un descendant de Nersé, un des grands nobles du roi Vakhtang Ier d'Ibérie. Il fait partie de la famille des Nersianides, ou Nersiani, qui règne sur une partie de l'Ibérie intérieure. On ne sait que très peu de choses sur lui, les sources de l'époque étant très rares. Toutefois, Djouancher Djouancheriani, historien géorgien du haut-Moyen Âge, mentionne une alliance familiale entre la famille royale d'Ibérie et ce Nersé Nersiani.

## Famille et descendance
Nersé Ier Nersiani a épousé la troisième fille du roi Mirian Ier de Kakhétie, dont il a eu au moins un fils :
- Adarnassé, Prince-Primat d'Ibérie.

## Sources
- Cyrille Toumanoff, Les dynasties de la Caucasie chrétienne de l'Antiquité jusqu'au XIXe siècle : Tables généalogiques et chronologiques, Rome, 1990, p. 236.